# Кламси (Ен)
Кламси (фр. Clamecy) насеље је и општина у североисточној Француској у региону Пикардија, у департману Ен (Пикардија) која припада префектури Соасон.
По подацима из 2011. године у општини је живело 222 становника, а густина насељености је износила 65,29 становника/km². Општина се простире на површини од 3,4 km². Налази се на средњој надморској висини од 141 метар (максималној 161 m, а минималној 62 m).

## Демографија
| 1962. | 1968. | 1975. | 1982. | 1990. | 1999. | 2011. |
| ----- | ----- | ----- | ----- | ----- | ----- | ----- |
| 178   | 199   | 198   | 198   | 292   | 272   | 222   |

График промене броја становника у току последњих година